# Rosa (Doctor Who)
"Rosa" é o terceiro episódio da décima primeira temporada da série de ficção científica britânica Doctor Who, transmitido originalmente através da BBC One em 21 de outubro de 2018. Foi escrito por Malorie Blackman e pelo showrunner e produtor executivo da série, Chris Chibnall, sendo dirigido por Mark Tonderai.
No episódio, a Décima terceira Doutora (Jodie Whittaker), Graham O'Brien (Bradley Walsh), Ryan Sinclair (Tosin Cole) e Yasmin Khan (Mandip Gill), chegam ao Alabama em 1955 e se asseguram de que a história permanece no lugar, garantindo que Rosa Parks (Vinette Robinson) se tornará uma figura fundamental no movimento dos direitos civis dos Estados Unidos, frustrando os esforços de um criminoso viajante do tempo do futuro. O enredo do episódio foi fortemente influenciado pela pesquisa sobre a segregação racial nos Estados Unidos na época, incluindo a lei de segregação no transporte municipal do Alabama durante esse período.

## Enredo
A Doutora (Jodie Whittaker) e seus amigos, Graham O'Brien (Bradley Walsh), Ryan Sinclair (Tosin Cole) e Yasmin Khan (Mandip Gill), enquanto tentavam retornar a Sheffield, veem-se materializados pela TARDIS em Montgomery, Alabama, em 30 de novembro de 1955. Antes de tentar sair, a Doutora descobre que há vestígios de energia artron de outro dispositivo de viagem no tempo na área. Decidido a investigar, o grupo descobre que chegaram um dia antes de Rosa Parks (Vinette Robinson) se recusar a ceder seu assento no ônibus dirigido por James Blake para uma pessoa branca, provocando o movimento dos direitos civis. Ao procurar a fonte da energia, a Doutora descobre que ela veio de um manipulador de vórtices, de propriedade de um criminoso recentemente resgatado do futuro chamado Krasko (Joshua Bowman). O grupo percebe que ele planeja mudar a história garantindo que Parks não pegue o ônibus e seja obrigada a ceder seu lugar, de modo a evitar o movimento dos direitos civis.
Deixando seus amigos para pesquisar tudo por trás do momento crítico em 1 de dezembro, a Doutora faz planos para impedir o esquema de Krasko. Enganando-o a deslocar temporariamente seu equipamento para o futuro, a Doutora tenta dissuadi-lo de mudar a história, alegando que ela é sua única ligação para deixar 1955. Não conseguindo convencê-lo a abandonar seu plano, ela e seus amigos se concentram em frustrar o esquema dele, garantindo que Parks pegue o ônibus de Blake na hora marcada, com o número exato de passageiros que estavam nele a fim de desencadear as ações do motorista. Embora Krasko trabalha para combater seus esforços, o grupo fica um passo à frente dele, certificando-se de manter a história nos trilhos.
Quando Ryan faz o seu melhor para remover avisos falsos nos pontos de ônibus, ele encontra Krasko bloqueando a rota do ônibus com um carro. Ryan descobre que o criminoso tem um ódio racial profundo por pessoas de cor, o que motivou suas ações, e então usa uma arma temporal de seu equipamento para mandá-lo para o passado. Removendo o bloqueio, Ryan e os outros se reúnem no ônibus como passageiros. À medida que o momento chega, a Doutora descobre que agora eles são essenciais para os eventos e obriga seus amigos a permanecerem a bordo, para garantir que a história permaneça intacta. Depois de testemunhar Parks sendo presa pela polícia por violar as leis de segregação, o grupo retorna à TARDIS, tendo assegurado que o movimento pelos direitos civis começaria.

## Produção

### Elenco
Após o episódio de estreia, "The Woman Who Fell to Earth", foi confirmado que Vinette Robinson e Joshua Bowman estariam entre os atores convidados que apareceriam na temporada. Vinette Robinson apareceu anteriormente em Doctor Who como Abi Lerner no episódio "42" da terceira temporada, também escrito por Chris Chibnall.

## Transmissão e recepção
| Críticas profissionais            | Críticas profissionais |
| Avaliações da crítica             | Avaliações da crítica  |
| Fonte                             | Avaliação              |
| --------------------------------- | ---------------------- |
| Rotten Tomatoes (Tomatometer)     | 94%                    |
| Rotten Tomatoes (Pontuação geral) | 7.71                   |
| Entertainment Weekly              | B                      |
| Daily Mirror                      | [ 6 ]                  |
| New York Magazine                 | [ 7 ]                  |
| Radio Times                       | [ 8 ]                  |
| The A.V. Club                     | B+                     |
| The Telegraph                     | [ 10 ]                 |
| The Independent                   | [ 11 ]                 |
| TV Fanatic                        | [ 12 ]                 |

### Audiência
O episódio foi assistido por 6,40 milhões de telespectadores durante sua exibição inicial, tornando-se a segunda maior audiência naquela noite, e o quinto da semana em pernoites em todos os canais. O episódio também teve uma participação de audiência de 29,6%.

### Recepção crítica
"Rosa" recebeu avaliações positivas dos críticos. Ele detém uma classificação de aprovação de 94% com base em 16 avaliações no Rotten Tomatoes, com uma classificação média de 7,71 / 10. O consenso crítico diz: "A escritora de primeira viagem de Doctor Who, Malorie Blackman, escreve sobre uma parcela perspicaz que devolve o programa às suas raízes educacionais e serve como um lembrete de quão poderosa pode ser a ficção científica."